# California State Route 58
Die California State Route 58 (kurz CA 58) ist eine State Route im Bundesstaat Kalifornien der Vereinigten Staaten, die in Ost-West-Richtung verläuft. Sie beginnt nahe Santa Margarita am U.S. Highway 101 im Westen und endet an der Interstate 15 bei Barstow im Osten.

## Verlauf

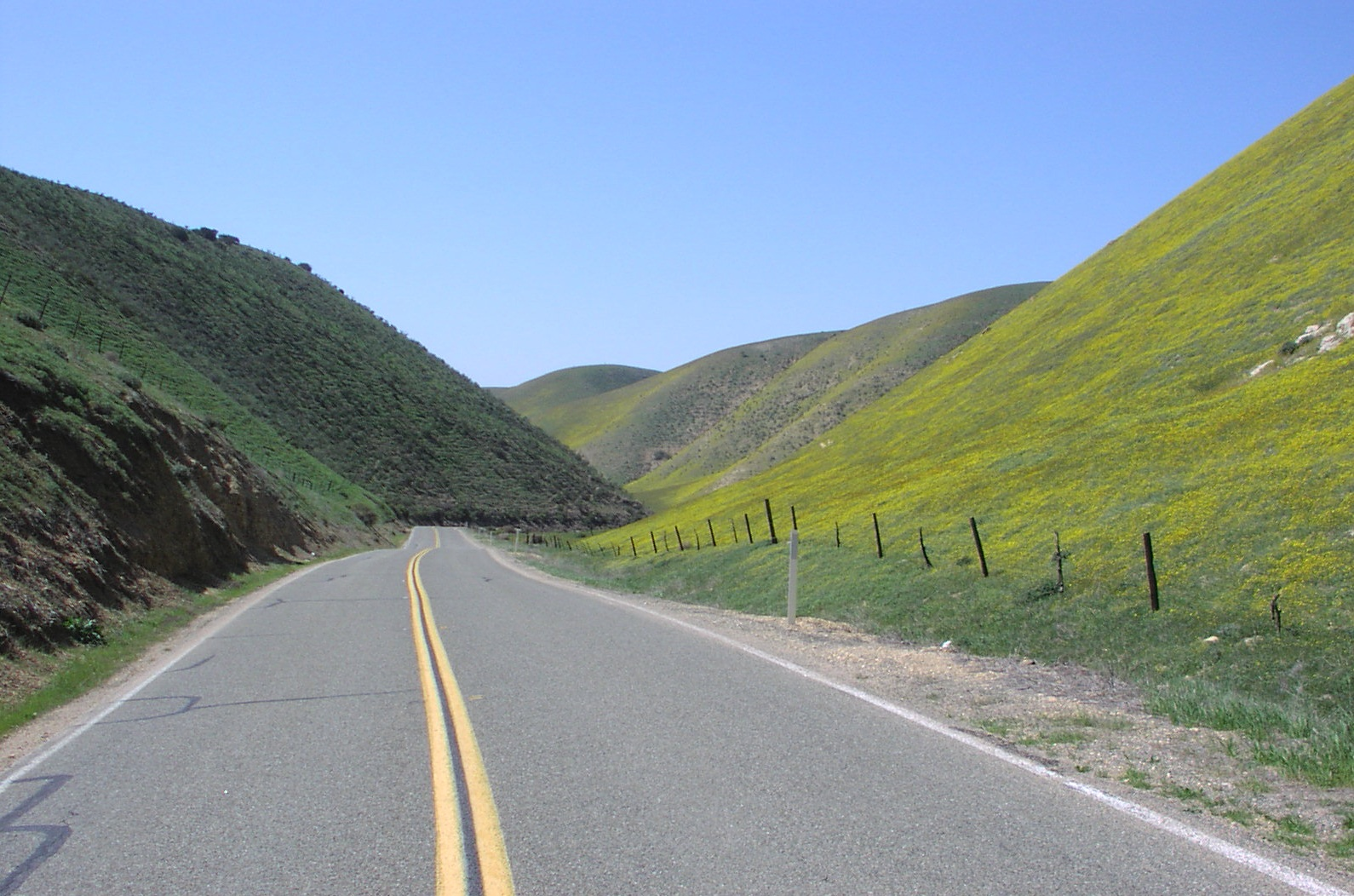
Stateroad 58 in den Hügeln des Temblor Range

Die Straße beginnt am U.S. Highway 101 nahe Santa Margarita und führt zunächst durch diesen Ort. Im weiteren Verlauf führt die hier kurvenreiche Straße in östliche Richtung zunächst zur California State Route 33, anschließend weiter bis zur Interstate 5, auf der sie auf einem kurzen Stück weiter verläuft. Westlich von Bakersfield zweigt sie von dem Interstate ab und verläuft jetzt abschnittweise als Schnellstraße oder Freeway weiter. Sie durchquert Bakersfield, wo sie auf die California State Route 99 trifft, führt weiter nach Tehachapi, Mojave, und schließlich durch die Mojave-Wüste nach Barstow, wo sie in die Interstate 15 einmündet.
Es ist geplant, den Abschnitt zwischen der Interstate 5 und dem West Bakersfield Interchange (Knoten mit der California State Route 99) vollständig zum Freeway auszubauen (Centennial Corridor).

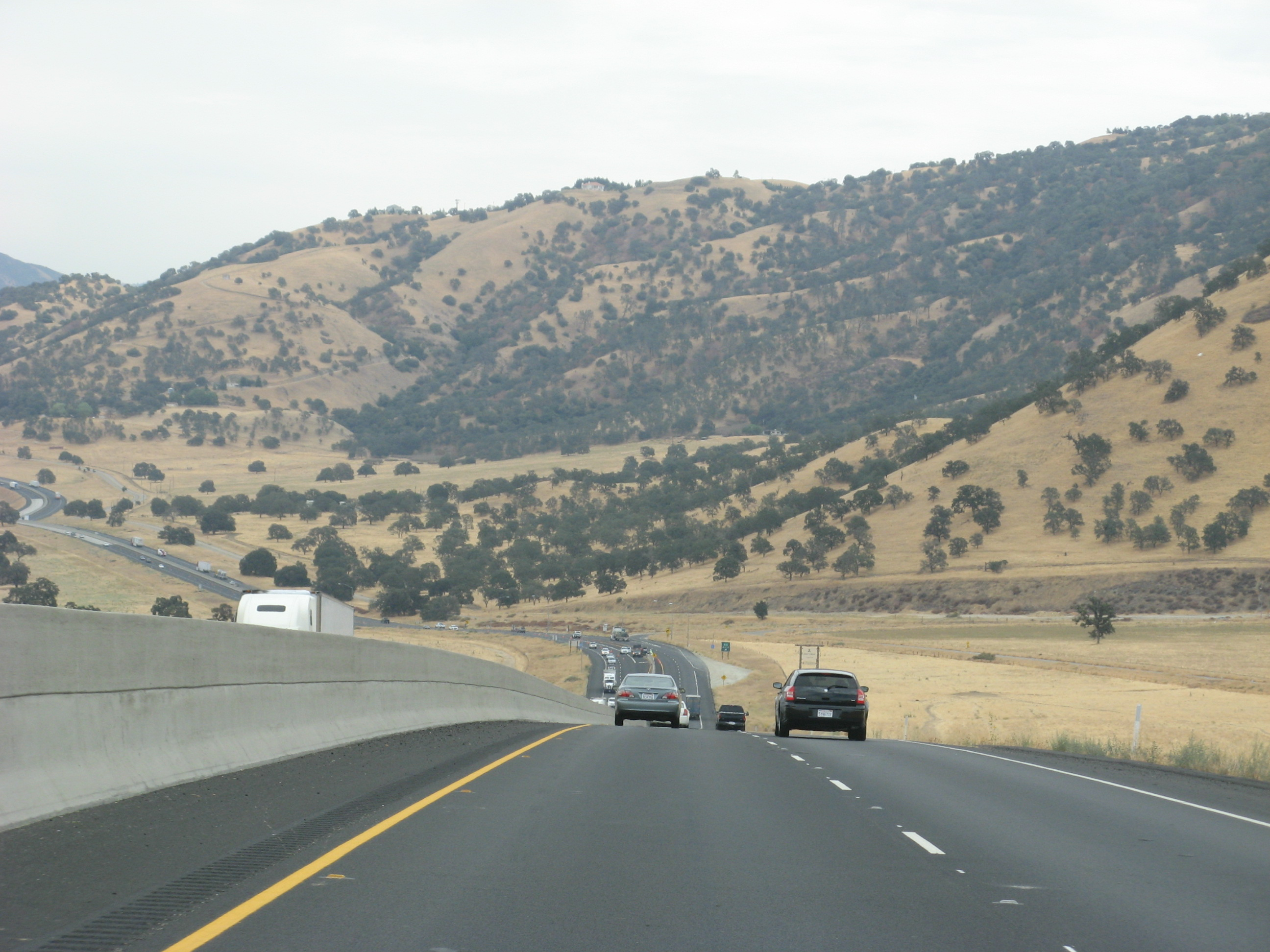
Außerhalb von Bakersfield
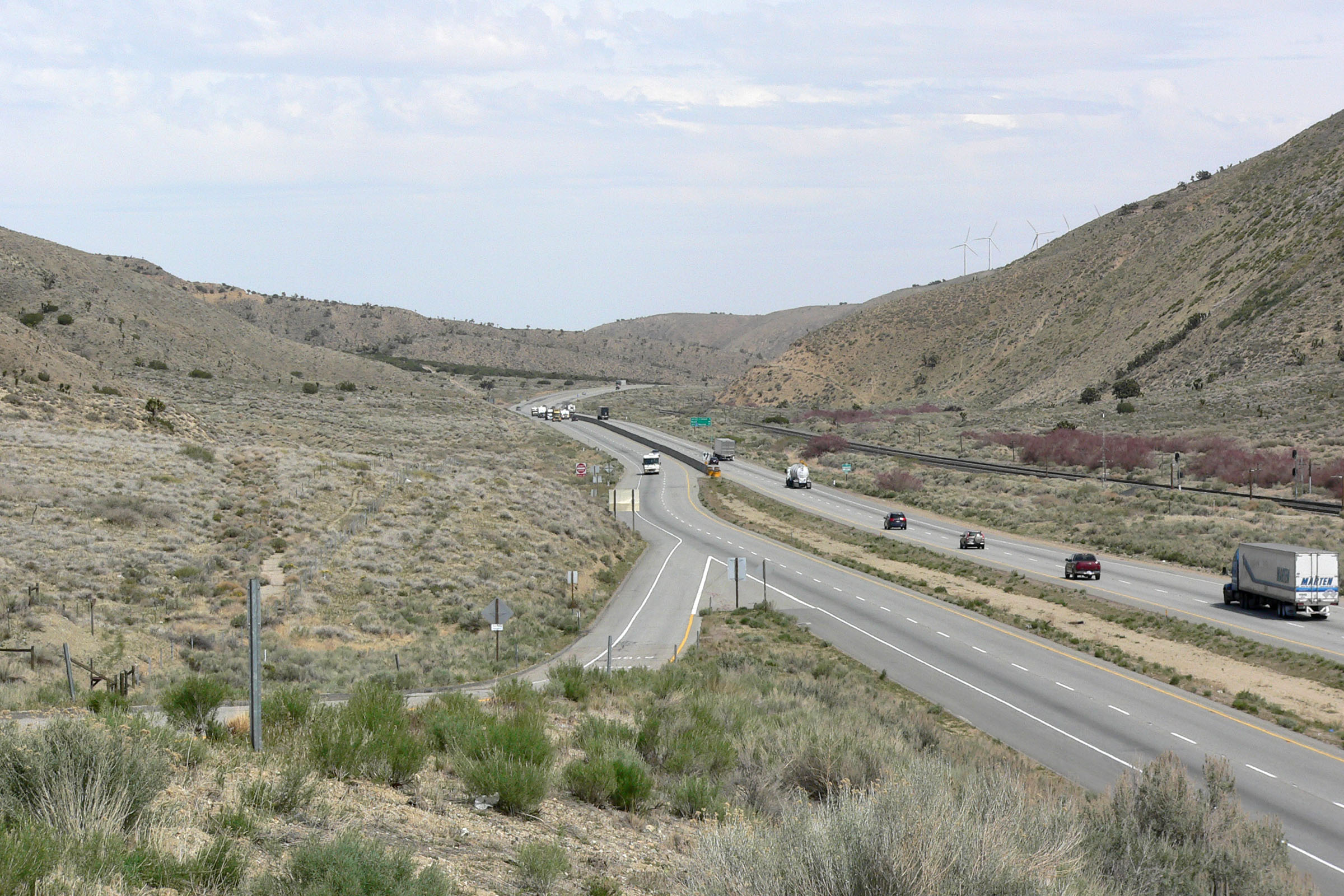
In der Nähe von Tehachapi
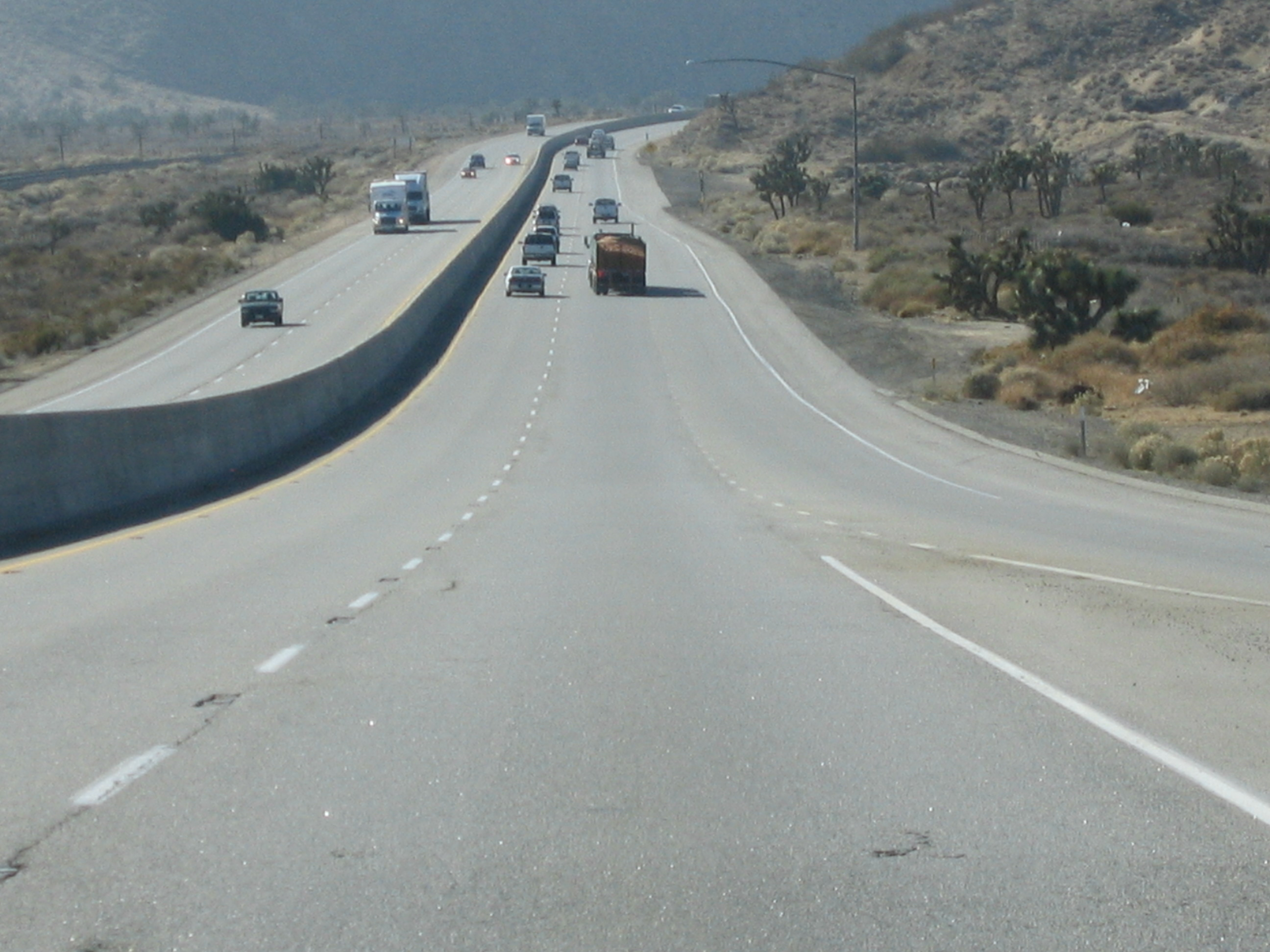
Bei Mojave